# Edmund Whitmore
Sir Edmund Augustus Whitmore, KCB (* 8. Juli 1819 in Malta; † 14. Dezember 1890) war ein britischer Offizier der British Army, der zuletzt als Lieutenant-General zwischen 1880 und 1885 Militärsekretär (Military Secretary) war.

## Leben

### Familiäre Herkunft, Offizier und Krimkrieg
Edmund Augustus Whitmore war das jüngste von zehn Kindern von Major-General George Whitmore und Cordelia Ainslie. Zwei seiner älteren Brüder waren Major-General Mortimer Whitmore sowie Lieutenant-General Francis Whitmore. Seine ältere Schwester Cordelia Winifreda Whitmore war mit Vice-Admiral Sir Montagu Stopford verheiratet, dem jüngsten Kind von James Stopford, 3. Earl of Courtown.
Er trat nach dem Schulbesuch am 6. August 1841 als Ensign des 30th Regiment of Foot in die British Army ein. Fünf Jahre später erfolgte am 10. Juli 1846 zunächst seine Beförderung zum Lieutenant sowie am 28. Dezember 1846 seine Ernennung zum Adjutant des Regiments. Am 1. Juni 1849 wurde er zum Captain befördert.
Whitmore nahm zwischen 1853 und 1856 am Krimkrieg teil und bekam am 12. Dezember 1854 wegen herausragender Dienste im Feld den Brevet-Rang eines Majors verliehen. Am 15. Februar 1856 wurde er zum Lieutenant-Colonel des 30th Foot Regiment befördert. Für seine Verdienste im Krimkrieg erhielt er am 30. April 1857 das Ritterkreuz der französischen Ehrenlegion sowie am 2. März 1858 den Mecidiye-Orden Fünfter Klasse. Nachdem er einige Jahre im Depot-Bataillon seines Regiments gedient hatte, wurde er am 15. Februar 1861 als Militärischer Sekretär des Oberkommandierenden in Irland (Military Secretary to the General Commanding in Ireland) nach fünfjähriger Dienstzeit als Lieutenant-Colonel zum Colonel befördert. Für seine langjährigen Verdienste wurde er am 24. Mai 1873 als Companion des Order of the Bath (CB) ausgezeichnet.

### Aufstieg zumMilitary Secretaryund Lieutenant-General
Am 14. April 1874 wurde Edmund Augustus Whitmore zum Major-General befördert. Im Hinblick auf sein Dienstalter als Major-General wurde die Beförderung auf den 6. März 1868 zurückdatiert, während die Wirkung der damit verbundenen höheren Besoldung nur auf den 28. März 1874 zurückdatiert wurde. Als Nachfolger von Major-General Richard Chambré Hayes Taylor übernahm er am 29. November 1876 den Posten als Generalinspektor für das Rekrutierungswesen (Inspector-General of Recruiting). Diesen hatte er bis 2. Januar 1880 inne, woraufhin Major-General Edward Earle Gascoyne Bulwer seine Nachfolge antrat. In dieser Verwendung erfolgte am 18. März 1878 auch seine Beförderung zum Lieutenant-General.
Als Nachfolger von General Sir Alfred Hastings Horsford trat Lieutenant-General Whitmore schließlich am 1. April 1880 den Posten als Militärsekretär (Military Secretary) an und war als solcher bis zu seiner Ablösung durch George Byng Harman am 1. November 1885 innerhalb der British Army für Ernennungen, Beförderungen, Entsendungen und Disziplinierung hochrangiger Offiziere zuständig. Am 24. November 1882 wurde er zum Knight Commander des Order of the Bath (KCB) geschlagen und führt fortan den Namenszusatz „Sir“. Als Nachfolger des verstorbenen Generals Henry Eyre wurde er am 11. April 1889 Colonel of the Regiment des East Lancashire Regiment und bekleidete diese Funktion bis zu seinem Tod am 14. Dezember 1890, woraufhin Lieutenant-General Thomas Henry Pakenham sein Nachfolger wurde.